# きみのカケラ
『きみのカケラ』は、高橋しんによる日本の漫画作品。『週刊少年サンデー』（小学館）にて2002年9月から2004年3月まで連載された。単行本は全9巻刊行。

## 概要
『週刊少年サンデー』にて、2002年38号～2003年12号、2004年4・5合併号～2004年14号にかけて連載された。
途中、高橋の体調不良により、約1年近く休載したりなど様々な事情が重なり、雑誌掲載稿からの加筆訂正の量が非常に多く（5巻後半以降はほぼ書き下ろし）、初出時から単行本刊行までの間隔が長く、連載開始から8年あまりを費やし最終巻9巻を2010年7月に発売して完結した。
英語タイトルは「LOOK FOR ONE PIECE. TO THE FUTURE OF YOURS.」。
今作は、高橋が幼い頃に読んだ童謡『天の笛』をイメージして描かれている。
また後に、『きみのカケラ』の双子作品として、『スピカ - The twin ST☆Rs of "KIMI NO KAKERA" - 』（単行本収録時のタイトルは、『スピカ - ふたりの銀のつばさ - 』）を週刊少年サンデー2010年34号にて、『スピカ - 放課後のちいさな星 - 』を週刊少年サンデー2013年31号にて発表し、2作を収録した単行本『スピカ - The twin STARS of "きみのカケラ" - 』を2013年8月に発売した。

## ストーリー
すでに高い科学力をもった文明が昔のこととなった世界。周囲を崖に囲まれ、休むことなく雪が降り積もる国。国民は皆貧しく希望もなく、王族の威光は衰えていた。権力を政族に奪われたその国の王女・イコロは笑うことができない「ヒトガタ」だった。弟と2人で小さな小屋で懸命に暮らしていたある日、ひょんなことからイコロは戦族に襲われ、そこから救ってくれた記憶を失った少年・シロとともにかつて存在したという「太陽」を探すため旅に出る。

## 登場人物
イコロ
王族のボロ家に住む王女。「イコロ」とは「この国」の言葉で「宝」という意味であり、フルネームは「カムイ・ポロ・チセ・イコロ」。名前に用いられている4つの単語は全てアイヌ語から来ており、それぞれ『神』（カムイ）、『大きい』（ポロ）、『家』（チセ）、『宝』（イコロ）となっている。
13歳だが、7～8歳とよく間違えられる。6つも飛び級している秀才。しかし生まれてから一度も笑ったことがない「ヒトガタ」のため友達はいない。規則正しい生活をしつけられていて朝4時に起床、夜12時に就寝し、一度寝たら4時まで絶対に起きない。眠さの限界を超えると「寝グセ」が悪くなる。一人称は「オレ」。
泣き虫で、悪いことが起こるとよく他人のせいにして泣いていたが、レジスタンスやクジラ（ナマズ）での騒動を前に、王女としての責任を感じるようになる。
5巻の最後で、戦族やヨナを生かすために独りクジラの中に残り、作中の時間軸で一年以上行方をくらましていたが、7巻で再登場する。
シロ達と再会する前に先人達の記憶を受け継いだ。そのことで多重の人格が自身に存在したような形になり、自分を見失いかけている。その際イコロに記憶を渡した人物は王（イコロの父）であると考えられるような描写がある。
シロ
両手に手錠をし、記憶を失っている少年。シロもまた、「涙」「痛み」をなくした「ヒトガタ」である。自分の名前も忘れてしまっていたのでイコロに「シロ」と名付けられる。「じっちゃん」が探し続けていた「ヒトガタ」と呼ばれるモノを探していたが、イコロと出会い共に太陽を探すたびに出た。出会う人出会う人に「お前テキか？それともトモダチか？」と訊く癖をもっていて、これもまた「じっちゃん」に教わったようである。武器を持って戦うたびに記憶がなくなってしまうが、戦った後も「イコロ」の名前だけ覚えていたり、「じっちゃん」に教わったことを覚えていたりする。一人称は「オレっち」または「シロ」。
「壁の外」に出た際に戦族が死んでいったにも関わらず自分だけが死なないことに恐怖を抱いていた。
ヨナ
自分達の｢正義｣のために戦う、仲間や自分の死さえも厭わない勇敢な子供達「レジスタンス」の一人。政族と戦族に奪われた「ご神体」を奪い返すために旧文明の「ナマズ」に乗り込む際にイコロに助けられ、以降行動を共にする。物心ついたときから銃を握っていた。兄のイムザは「レジスタンス」のリーダー的存在。一人称は「オラ」。
5巻以降は、行方不明になったイコロを探すためにシロと旅に出る。
クロ
王家に代々伝わっている「愛玩人形（アイドル）」。それまでは高貴な名で呼ばれていたが、イコロには、黒いから「クロ」と名付けられてしまう。イコロに改造され喋れるようになった。語尾に「ナリ」「にゃ」「☆」などがつく。自称「王家のアイドル」。
マタク
イコロの弟。目が見えない病気におかされている。
シャー
イコロの執事。イコロ達の身の回りの世話をしていた。王族の親衛隊より体力に秀でていたり、伝説に詳しかったり、謎の多い老婆。年齢は90に近い。
ピリカ
王族の王妃。もともと平民のヒツジ飼いであったが、妹が将軍の妾となったときにそのコネで「太陽研究機関」に所属し、そこで王（イコロの父）と出会い、結婚する。玉曰く、現在は人質にとられている。
エリザベス
戦族の少佐。イコロの従姉。兄である大佐には「ベス」と呼ばれている。父の将軍を心から尊敬しており、将軍の探していた「ヒトガタ」をもとめている。いつもの強気な態度とはうらはらに乙女な一面を見せることもあるが、学校嫌いで「科学の粋を集めた」を「ツイを集めた」と言うように頭が悪いようだ。
エリオット
戦族の大佐。エリザベスとは異母兄妹だが、特にエリザベスを毛嫌いしている様子はない。クジラ（ナマズ）の実験で騒いでいる時に乗じてクーデターを起こして政族議長を捕らえ、政権を握った。
玉（ぎょく）
政族の長の女性。王族に良い思いを持っておらず、政族の力を証明するために旧文明の飛行物体「クジラ」の浮遊を指揮した。
ニシノカムイ
古代文明の名残のひとつ。「この国」を囲む壁を作ったといわれ、ニシノカムイが退いたところから外の世界に通じる穴が開いた。
クジラ（ナマズ）
古代文明の名残のひとつ。一度は学者族の手によってよみがえったが、暴走し壁にヒビ（蒼天のサケメ）を入れた。ニシノカムイが作った壁の内側に古代の民を運んだといわれる。

## 単行本
- 高橋しん 『きみのカケラ』 小学館〈少年サンデーコミックス〉、全9巻
  1. 2003年1月18日発売 ISBN 4-09-126611-8
  2. 2003年12月18日発売 ISBN 4-09-126612-6
  3. 2004年8月6日発売 ISBN 4-09-126613-4
  4. 2005年3月18日発売 ISBN 4-09-126614-2
  5. 2006年1月18日発売 ISBN 4-09-126615-0
  6. 2007年8月10日発売 ISBN 4-09-120050-8
  7. 2009年10月16日発売 ISBN 4-09-122047-9
  8. 2010年1月18日発売 ISBN 4-09-122227-7
  9. 2010年7月16日発売 ISBN 4-09-122473-3 （イラスト集同梱限定版 ISBN 4-09-159080-2）
- 『スピカ - The twin STARS of "きみのカケラ" -』 2013年8月16日発売 ISBN 4-09-124402-5